# Elías Charalámbous
Elías Charalámbous (ou Haralámbous) (en grec moderne : Ηλίας Χαραλάμπους), né le 25 septembre 1980 à East London en Afrique du Sud, est un ancien footballeur international chypriote qui évoluait au poste d'arrière gauche. Il est actuellement l'entraîneur du FCSB.

## Biographie

### Carrière
Elías Charalámbous est formé à l'Omonia Nicosie, il devient l'un des éléments-clés du dispositif de l'Omonia. Avec l'Omonia, il gagne deux championnats, deux coupes et deux supercoupes.
Après cinq saisons et 113 matchs sous les couleurs de l'Omonia, en 2005, il quitte Chypre pour la première fois pour signer avec l'équipe grecque du PAOK Salonique. 
Après trois saisons et 72 matchs sous les couleurs du PAOK, il retourne à Chypre pour jouer avec l'Omonia Nicosie. En 2009-2010, il est nommé capitaine de l'équipe. Avec l'Omonia, il gagne un championnat, une coupe et une supercoupe.
En 2011, il est transféré à l'Alki Larnaca (16 matchs). Puis en janvier 2012, il quitte Chypre pour une deuxième fois pour signe avec l'équipe allemande du Karlsruher SC jusqu'à la fin de la saison.
En juillet 2012, il signe gratuitement au club roumain du FC Vaslui. Après son passage en Allemagne et en Roumanie, il retourne à Chypre pour jouer avec le Doxa Katokopias.

### Équipe nationale
Elías Charalámbous est convoqué pour la première fois par le sélectionneur national Momčilo Vukotić pour un match amical face à la Tchéquie le 13 février 2002. Il est remplacé à la 68e par Themis Agathokleous (défaite 4-3). 
Il compte 67 sélections et 0 but avec l'équipe de Chypre depuis 2002.

## Palmarès
Omonia Nicosie
- Champion de Chypre en 2001, 2003 et 2010.
- Vainqueur de la Coupe de Chypre en 2000, 2005 et 2011.
- Vainqueur de la Supercoupe de Chypre en 2001, 2003 et 2010.

AEK Larnaca
- Championnat de Chypre :
  - Vice-Champion : 2017

## Statistiques

### Statistiques en club
| Saison                | Club                  | Championnat           | Championnat | Championnat | Coupe(s) nationale(s) | Coupe(s) nationale(s) | Compétition(s) continentale(s) | Compétition(s) continentale(s) | Compétition(s) continentale(s) | Chypre | Chypre | Total | Total |
| Saison                | Club                  | Division              | M.          | B.          | M.                    | B.                    | Comp.                          | M.                             | B.                             | M.     | B.     | M.    | B.    |
| 2000-2001             | Omonia Nicosie        | A Kategoria           | 22          | 1           | -                     | -                     | C3                             | 2                              | 0                              | -      | -      | 24    | 1     |
| 2001-2002             | Omonia Nicosie        | A Kategoria           | 21          | 1           | -                     | -                     | -                              | -                              | -                              | 1      | 0      | 22    | 1     |
| 2002-2003             | Omonia Nicosie        | A Kategoria           | 15          | 1           | -                     | -                     | -                              | -                              | -                              | -      | -      | 15    | 1     |
| 2003-2004             | Omonia Nicosie        | A Kategoria           | 25          | 1           | -                     | -                     | C1                             | 3                              | 1                              | 5      | 0      | 33    | 2     |
| 2004-2005             | Omonia Nicosie        | A Kategoria           | 21          | 0           | -                     | -                     | C3                             | 4                              | 1                              | 7      | 0      | 32    | 1     |
| 2005-2006             | PAOK Salonique        | Alpha Ethniki         | 22          | 1           | -                     | -                     | C3                             | 5                              | 0                              | 7      | 0      | 34    | 1     |
| 2006-2007             | PAOK Salonique        | Superleague           | 21          | 1           | 4                     | 0                     | -                              | -                              | -                              | 6      | 0      | 31    | 1     |
| 2007-2008             | PAOK Salonique        | Superleague           | 20          | 0           | -                     | -                     | -                              | -                              | -                              | 5      | 0      | 25    | 0     |
| 2008-2009             | Omonia Nicosie        | A Kategoria           | 24          | 2           | -                     | -                     | C3                             | 6                              | 0                              | 11     | 0      | 41    | 2     |
| 2009-2010             | Omonia Nicosie        | A Kategoria           | 28          | 5           | -                     | -                     | C3                             | 3                              | 0                              | 4      | 0      | 35    | 5     |
| 2010-2011             | Omonia Nicosie        | A Kategoria           | 16          | 0           | 1                     | 0                     | C1+C3                          | 3+2                            | 0                              | 5      | 0      | 27    | 0     |
| 2011-2012             | Alki Larnaca          | A Kategoria           | 16          | 2           | -                     | -                     | -                              | -                              | -                              | 1      | 0      | 17    | 2     |
| 2011-2012             | Karlsruher SC         | 2. Bundesliga         | 15+2        | 1+1         | -                     | -                     | -                              | -                              | -                              | 1      | 0      | 18    | 2     |
| 2012-2013             | FC Vaslui             | Liga I                | 18          | 1           | -                     | -                     | C1+C3                          | 2+1                            | 0                              | 9      | 0      | 30    | 1     |
| 2013-2014             | Doxa Katokopias       | A Kategoria           | 13          | 2           | -                     | -                     | -                              | -                              | -                              | 1      | 0      | 14    | 2     |
| 2013-2014             | APO Levadiakos        | Superleague           | 15          | 0           | -                     | -                     | -                              | -                              | -                              | 1      | 0      | 16    | 0     |
| 2014-2015             | AEK Larnaca           | A Kategoria           | 23          | 0           | 5                     | 0                     | -                              | -                              | -                              | 2      | 0      | 30    | 0     |
| 2015-2016             | AEK Larnaca           | A Kategoria           | 15          | 0           | 6                     | 0                     | C3                             | 1                              | 0                              | 1      | 0      | 23    | 0     |
| 2016-2017             | AEK Larnaca           | A Kategoria           | -           | -           | -                     | -                     | C3                             | 6                              | 1                              | -      | -      | 6     | 1     |
| Total sur la carrière | Total sur la carrière | Total sur la carrière | 352         | 20          | 16                    | 0                     | -                              | 38                             | 3                              | 67     | 0      | 473   | 23    |

1. ↑  Jusqu'en janvier 2012.

## Parcours d'entraîneur
- déc. 2019-fév. 2020 :  AEK Larnaca
- déc. 2020-nov. 2021 :  Ethnikos Achna
- déc. 2021-mai 2022 :  Doxa Katokopias
- depuis mars 2023 :  FC Bucarest